# チェーターティラート
チェーターティラート親王はタイのアユタヤ王朝の25代目の王。タイの王位継承権は、当時は王弟が王子よりも優先されたが、チェーター親王は父王の遺言により、シーウォーラウォン（後のプラーサートトーン王）の後援を得て即位した。
即位後に叔父のプラパン・シーシンが王位をねらっていると気付き、叔父をペッチャブリーに流したが、それでも叔父の動きが怪しいので、チェーターティラートは叔父を処刑した。その後、チャオプラヤー・カラーホームスリヤウォン（シーウォーラウォン）が反逆を企てていると言う情報を聞き、兵を差し向けようとしたが、その前に逆にシーウォーラウォンによって殺された。